# 霍洛西伊夫站
霍洛西伊夫站（羅馬化：Holosiivska,  （ⓘ））是基輔地鐵奧博隆-泰雷姆基線的一個車站，開通於2010年12月15日。霍洛西伊夫站位於霍洛西伊夫廣場的附近，原本計劃於2008年末開通。